# Larsmosjön
Larsmosjön (finska: Luodonjärvi) är en sjö i kommunerna Kronoby, Larsmo, Jakobstad och Pedersöre i landskapet Österbotten i Finland. Sjön ligger 0,6 meter över havet. Arean är 67,66 kvadratkilometer och strandlinjen är 312,59 kilometer lång. Sjön  ingår i Egentliga Bottenvikens avrinningsområde.  Den ligger omkring 84 kilometer nordöst om Vasa och omkring 400 kilometer norr om Helsingfors. 
Larsmosjön är Österbottens landskapssjö.
Larsmosjön och Öjasjön, är tillsammans Finlands största konstgjorda sötvattenbassäng. Larsmosjön ingärdades år 1962 för att förse industrierna och staden Jakobstad med sötvatten. Den något senare tillkomna mindre Öjasjön i norr förbinds med Larsmosjön genom Kronoby å och en 400 meter lång kanal.
Larsmosjön och Öjasjön avvattnas till havet genom dammluckor vid Hästgrundet och Gertruds, och via tre fiskleder vid Storströmmen, Gertruds och Bågast. Tillrinningen sker via Kronoby å, Esse å, Purmo å och Kovijoki å.
I sjön förekommer fiskarterna gädda, abborre, lake, gös, siklöja, braxen, mört, id, sik, nors och löja.